# Landtagswahl im Burgenland 1960
Die Landtagswahl im Burgenland 1960 wurde am 10. April 1960 durchgeführt und war die 9. Landtagswahl im österreichischen Bundesland Burgenland. Bei der Wahl konnte die Österreichische Volkspartei (ÖVP) erneut ihre Führungsposition und ihre 16 Mandate verteidigen. Dies gelang der ÖVP trotz eines Stimmverlustes von einem Prozentpunkt, womit sie 48,2 % erzielte. Die SPÖ blieb nahezu unverändert und stellte mit 46,2 % weiterhin 15 Abgeordnete im Landtag. Die Freiheitliche Partei Österreichs (FPÖ) konnte rund 1,7 Prozentpunkte hinzugewinnen, stellte jedoch mit 4,6 % weiterhin nur einen Landtagsabgeordneten. Die Kommunistische Partei Österreichs (KPÖ) scheiterte unter Verlusten mit 1,1 % wie schon 1956 Einzug in den Landtag.
Der Landtag der IX. Gesetzgebungsperiode konstituierte sich in der Folge am 5. Mai 1960 und wählte am 27. Juni 1960 die Landesregierung Johann Wagner II.

## Ergebnisse
- SPÖ: 15
- ÖVP: 16
- FPÖ: 1

|                                         | Ergebnisse 1960 | Ergebnisse 1960 | Ergebnisse 1960 | Ergebnisse 1956 | Ergebnisse 1956 | Ergebnisse 1956 | Differenzen | Differenzen | Differenzen |
| --------------------------------------- | --------------- | --------------- | --------------- | --------------- | --------------- | --------------- | ----------- | ----------- | ----------- |
| Wahlberechtigte                         | 178.255         | 178.255         | 178.255         | 175.955         | 175.955         | 175.955         | + 2.300     | + 2.300     | + 2.300     |
| Wahlbeteiligung                         | 92,67 %         | 92,67 %         | 92,67 %         | 95,33 %         | 95,33 %         | 95,33 %         | - 2,66 %    | - 2,66 %    | - 2,66 %    |
|                                         | Stimmen         | %               | Mand.           | Stimmen         | %               | Mand.           | Stimmen     | %           | Mand.       |
| Abgegebene Stimmen                      | 165.183         |                 |                 | 167.734         |                 |                 | - 2.551     |             |             |
| Ungültig                                | 2.519           | 1,52 %          |                 | 2.784           | 1,66 %          |                 | - 265       | - 0,14 %    |             |
| Gültig                                  | 162.664         | 98,48 %         |                 | 164.950         | 98,34 %         |                 | - 2.286     | + 0,14 %    |             |
| Partei                                  |                 |                 |                 |                 |                 |                 |             |             |             |
| Österreichische Volkspartei (ÖVP)       | 78.316          | 48,15 %         | 16              | 81.144          | 49,19 %         | 16              | - 2.828     | - 1,04 %    | ± 0         |
| Sozialistische Partei Österreichs (SPÖ) | 75.090          | 46,16 %         | 15              | 75.878          | 46,00 %         | 15              | - 788       | + 0,16 %    | ± 0         |
| Freiheitliche Partei Österreichs (FPÖ)  | 7.486           | 4,60 %          | 1               | 4.805           | 2,91 %          | 1               | + 2.681     | + 1,69 %    | ± 0         |
| Kommunistische Partei Österreichs (KPÖ) | 1.772           | 1,09 %          | 0               | 3.123           | 1,89 %          | 0               | - 1.351     | - 0,80 %    | ± 0         |
| Gesamt                                  | 162.664         | 100,00 %        | 32              | 164.950         | 100,00 %        | 32              | - 2.286     |             |             |